# Aurangabad-Höhlen

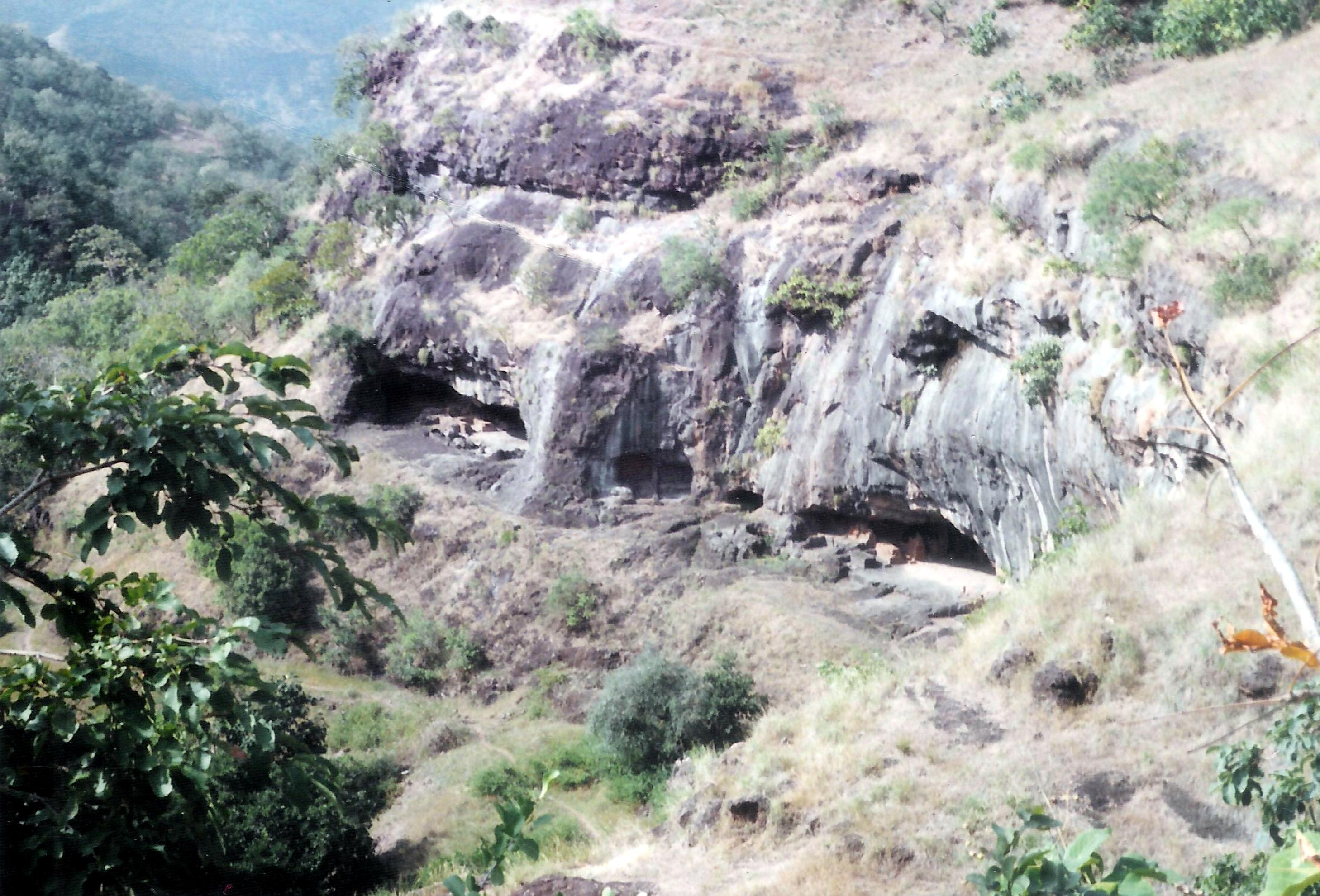
Aurangabad-Höhlen

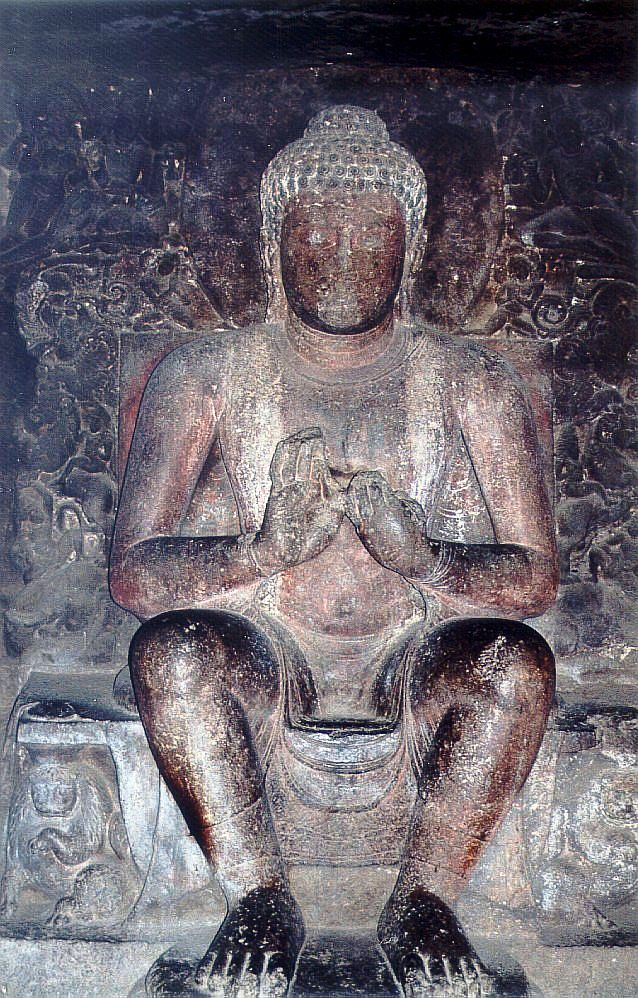
Höhle 7 – Buddha in europäischer Sitzhaltung mit Nimbus und Lehrgestus (dharmachakramudra)

Die Aurangabad-Höhlen (Marathi: औरंगाबाद लेणी) bestehen aus zwölf buddhistischen Kult- (chaitya) und Wohnhöhlen (vihara) sowie einer brahmanischen, d. h. hinduistischen, Höhle auf dem zentralindischen Dekkan-Plateau.

## Lage
Die Höhlen liegen in den vom Dekkan-Trapp gebildeten basaltischen und bis zu 1000 m hohen Sahayadri-Bergen im Norden der Stadt Aurangabad etwa 3 km nördlich des Bibi-Ka-Maqbara-Mausoleums. Sie sind mit einem Taxi oder einer Motorrikscha gut zu erreichen.

## Geschichte
Die Höhlen wurden wahrscheinlich in der Zeit vom 3. bis zum 7. Jahrhundert aus dem Fels herausgehauen. Nach dem Niedergang des Buddhismus, dem Erstarken des Hinduismus und dem Vordringen des Islam gerieten die Höhlen in Vergessenheit und wurden erst in der 2. Hälfte des 19. Jahrhunderts von den Briten „wiederentdeckt“.

## Höhlen

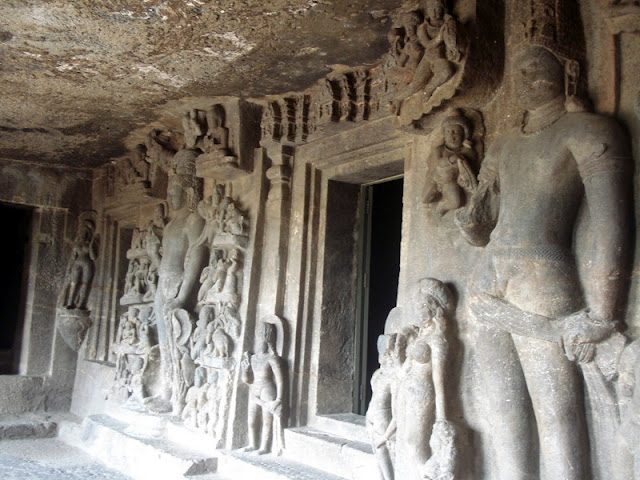
Höhle 7 – Fassade

Die zwölf Höhlen werden üblicherweise in drei Gruppen unterteilt (Höhlen 1–5; Höhlen 6–9 und Höhlen 10–12), die jeweils etwa 500 Meter voneinander entfernt liegen. In zeitlicher Hinsicht herrscht ein ziemliches Durcheinander – die ältesten Teile sind mit Sicherheit die Höhlen 4 und 5 (mit Nachbarhöhlen), die noch der anikonischen Phase des Hinayana-Buddhismus (3./4. Jahrhundert) zugerechnet werden können. Auch die Höhle 1 scheint alt zu sein (4. Jahrhundert), denn es ist zwar figürlicher Schmuck vorhanden, jedoch nur zwei kleinfigurige Buddha-Bildnisse. In der Folgezeit entstanden mehrere ungewöhnlich reich mit figürlichen Darstellungen versehene kombinierte Kult- und Wohnhöhlen, die möglicherweise auf eine Art Sektenbildung innerhalb der Mönchsgemeinde verweisen. Die Höhlen 10 bis 16 sind weniger interessant und teilweise unvollendet.

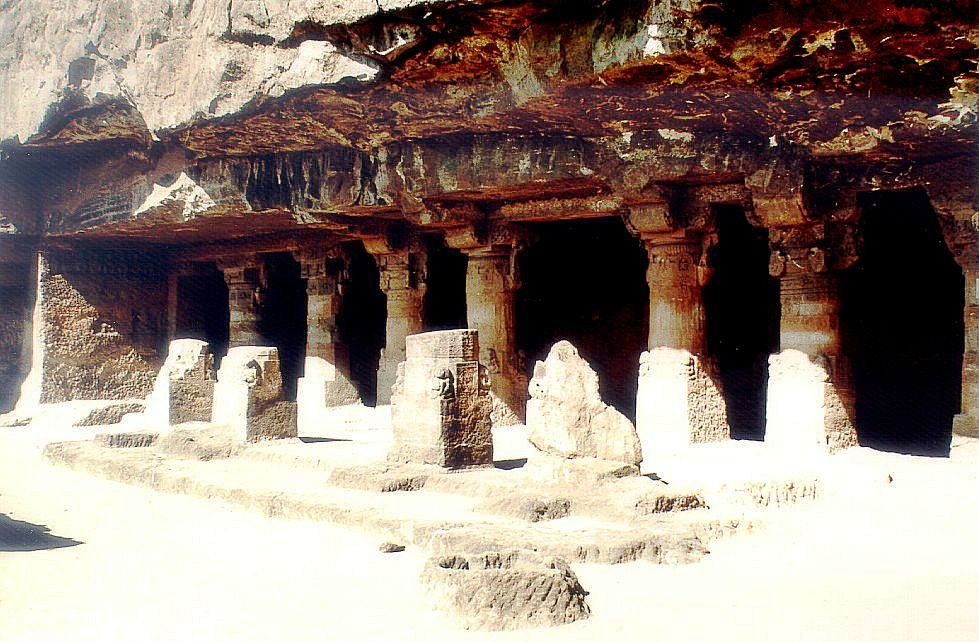
Höhle 1 – weggebrochene Vorhalle

Höhle 1Die Höhle 1 ist eine Kulthöhle – jedoch von völlig anderer Art als die Chaitya-Halle in Höhle 4. Der komplette Eingangsbereich der Höhle mitsamt einer auf mächtigen Pfeilern ruhenden äußeren Vorhalle (mandapa) ist bereits vor Jahrhunderten weggebrochen. Die verbliebenen Pfeiler haben allesamt einen quadratischen Grundriss, der über unterschiedlich gestaltete Kanneluren mit aufsitzenden Krügen (kalashas) oder Ringsteinen (amalakas) in steinerne Balkenkreuze mündet, die als Kämpfer fungieren. Mehrere einzelnstehende Baumnymphen (salabhanjikas), Zwerge (ganas) sowie „Himmlische Liebespaare“ (mithunas) bilden das figürliche Dekor der Pfeiler. Zu beiden Seiten der inneren Vorhalle finden sich zwei Buddha-Reliefs – das linke zeigt ihn in Meditationshaltung mit im Schoß ineinandergelegten Händen (dhyanamudra), das rechte zeigt ihn im Lehrgestus mit sich vor der Brust berührenden Händen (dharmachakramudra); ihm zur Seite stehen jeweils zwei Bodhisattvas (Avalokiteshvara und Vajrapani).
Höhle 2Die Höhle 2 ist ein verkleinertes Abbild der Höhlen 6 und 7. Links und rechts des Eingangs zur Cella stehen die Bodhisattvas Avalokiteshvara und Maitreya begleitet von Dienern. Im Innern findet sich Buddha im Lehrgestus und mit einem sein Haupt einrahmenden kreisförmigen Nimbus.

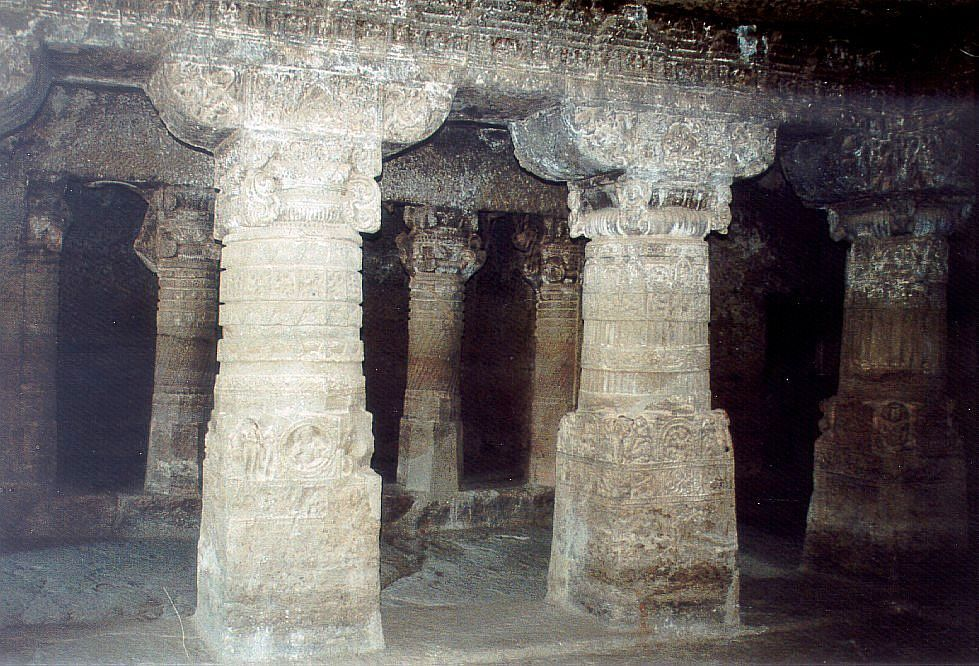
Höhle 3 – Pfeilerhalle

Höhle 3Die Höhle 3 ist eine sehr aufwendig gestaltete Wohnhöhle mit einer Vorhalle und sechs seitlichen Kammern, von denen die beiden mittleren durch eingestellte Säulen weit geöffnet sind. Die Mitte des Raumes wird gebildet von einer repräsentativen Pfeilerhalle mit großer Dekorvielfalt. Den Hintergrund der Höhle bildet ein Sanktumsbereich mit separater Vorhalle (mandapa) und mit einer von Türwächtern (dvarapalas) bewachten und von Liebespaaren (mithunas) geschmückten Türeinfassung sowie einer sitzenden Buddha-Figur im Innern, die wiederum von zwei stehenden Bodhisattvas begleitet wird. Ganz außergewöhnlich sind zwei Gruppen von sechs oder sieben lebensgroßen knienden Personen in Anbetungshaltung, deren Köpfe jeweils von Diademen bekränzt sind.

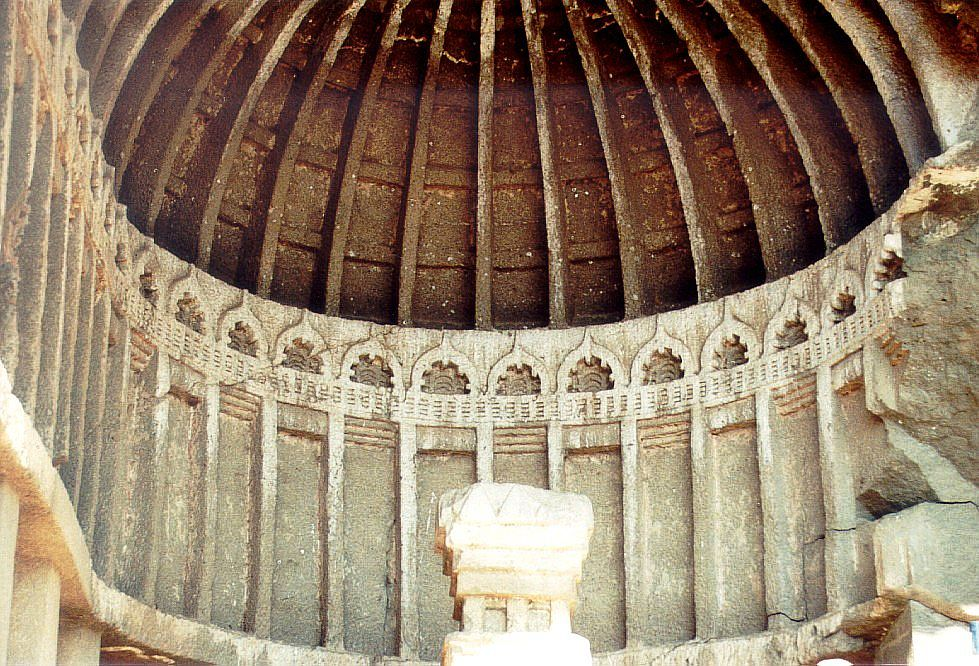
Höhle 4 – Dekor und „Gewölbe“

Höhle 4Höhle 4 ist eine Chaitya-Halle und somit das religiöse Zentrum der Gesamtanlage. Aufgrund des Fehlens von Buddha-Bildnissen wird sie ins 3./4. Jahrhundert datiert. Die gesamte Front sowie alle Stützen der Höhle sind weggebrochen; das Innere wurde im 20. Jahrhundert durch gemauerte Stützpfeiler stabilisiert. Innerhalb des rechteckigen Grundrisses ist ein apsisförmiger Umgangsbereich mit zwei Seitenschiffen erkennbar, der einen teilweise zerstörten Stupa umschließt. Wenige Reste der ursprünglichen Pfeiler lassen auf einen oktogonalen Querschnitt schließen; oberhalb der Pfeiler schließt sich ein etwa ein Meter hoher Nischenfries an, der an seinem oberen Ende wechselweise abgestuft oder abgetreppt ist. Darüber befindet sich ein kleines Zaunmotiv und über diesem eine umlaufende Reihe von kleinen halbmondförmigen Scheinfenstern (chandrasalas). Die Kuppel des Stupa ist leicht gebaucht; sie schließt nach oben ab mit einem würfelförmigen und mehrfach nach außen gestuften harmika-Aufsatz, auf dem ursprünglich noch eine Stange (yasti) mit einem Ehrenschirm (chhatra) aufruhte (vgl. Karli und Bhaja). Das Mittelschiff der Höhle ist von Steinbalken, die ein Holzgewölbe imitieren, überspannt; das Ganze wird – scheinbar – von Querverstrebungen stabilisiert.
Höhle 5Zwischen den Höhlen 4 und 5 befindet sich die aus dem Fels herausgearbeitete Figur eines etwa zwei Meter hohen und auf einem Löwenthron sitzenden Buddhas, der von stehenden Bodhisattvas und kleineren Dienerfiguren begleitet wird. Die Füße Buddhas ruhen auf einem Lotospodest; die Hände sind vor der Brust im Lehrgestus (dharmachakramudra) zusammengeführt. Die Höhle 5 und die beiden kleineren Nachbarhöhlen scheinen ehemalige – allerdings äußerst einfache und nicht sehr tiefe – Wohnhöhlen (viharas) gewesen zu sein. Höhle 5 wurde wahrscheinlich in späterer Zeit vertieft und mit einer skulptierten Fassade und einem rechteckigen Umgang versehen, der ein Sanktum (garbhagriha) umschließt, deren Zentrum eine in Meditationshaltung befindliche Buddhafigur bildet, die wiederum von Bodhisattvas begleitet wird.
Höhle 6Die Höhle 6 entspricht in ihrem Aufbau in etwa der Höhle 7; sie hat jedoch keine äußere Vorhalle. Hinter vier mächtigen Pfeilern verbirgt sich ein Umgang mit acht Wohn- und zwei Kulträumen. Der Figurenschmuck ist vergleichbar dem in Höhle 7 – nur deutlich reduzierter. Unmittelbar neben der Höhle 6 befindet sich die sogenannte Brahmanical Cave – eine kleine Höhle mit Vorhalle (mandapa) und Sanktum, innerhalb dessen ein Relief der „Sieben Mütter“ (sapta matrikas) und der Hindu-Gottheiten Ganesh und Durga erscheint. Als letzter in der Reihe – jedoch nicht in der Mitte – erscheint Buddha. Die Höhle kann als Zugeständnis an Hindu-Pilger und als Zeichen des friedlichen Nebeneinanders von Buddhismus und Hinduismus gedeutet werden.

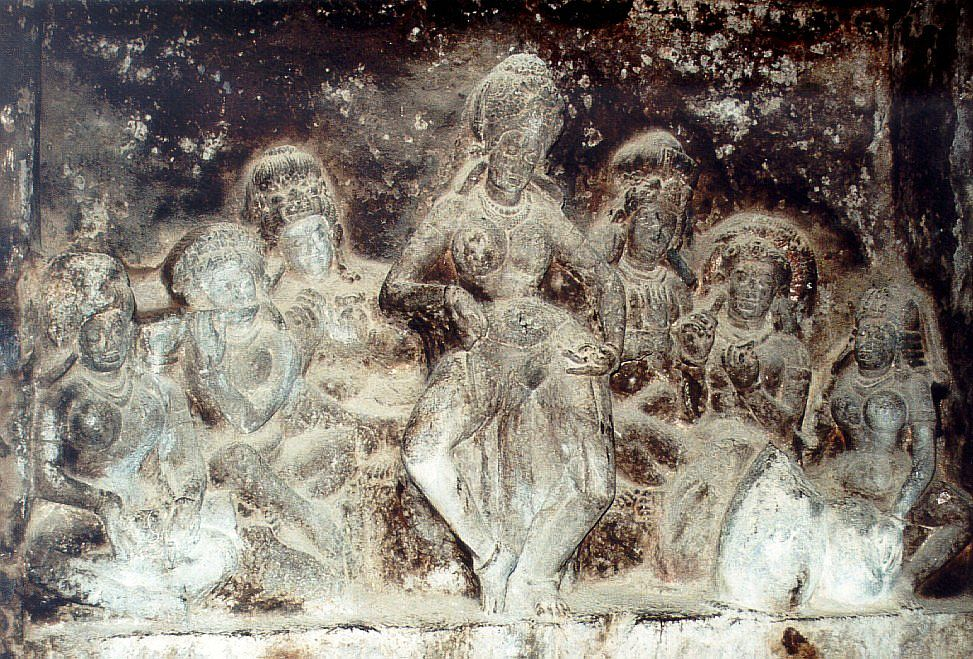
Höhle 7 – Tara als Tänzerin umgeben von Musikantinnen

Höhle 7Höhle 7 ist eine außergewöhnlich reich ausgestattete kombinierte Wohn- und Kulthöhle. Sie hat eine quergelagerte Vorhalle (mandapa) mit zwei seitlichen Kammern. Die figurengeschmückte Fassade umgibt drei Portale, die Licht in den geringfügig erhöhten Hauptraum mit seinen acht Kammern, von denen die beiden rückwärtigen als Kulträume dienten, und einer nochmals erhöhten mittleren Cella (garbhagriha) hineinlassen. Der Figurenschmuck der Fassade und des Innern gehört zum Außergewöhnlichsten, was die buddhistische Skulptur in Indien hervorgebracht hat: Zwei nimbierte und auf Lotossockeln stehende überlebensgroße Bodhisattvas (Padmapani und Vajrapani) mit zum Gruß erhobenen Händen bilden die Hauptfiguren, die umgeben sind von kleinfigurigen erzählenden Szenen bzw. von Wächterfiguren. Unterhalb der Decke finden sich links zwei Buddhafiguren im Lotossitz und mit Lehrgestus bzw. – auf der rechten Seite – himmlische Wesen (apsaras) im „Knieflug“, die Girlanden herbeitragen. Zu beiden Seiten des Eingangs zur Cella (garbhagriha) finden sich noch zwei außergewöhnliche Bildwerke, die lebensgroß die Göttin „Tara“ darstellen – eine Emanation (manchmal auch die Gemahlin) des Bodhisattva Avalokiteshvara; sie wird begleitet von Dienerinnen und aus den Wolken im Knieflug und mit Blumengirlanden herbeieilenden apsaras. Die Frisuren der Damen sind mit Blumen und Diademen außergewöhnlich prachtvoll gestaltet. Beide Szenen spielen sich ab unter einem mit kleinen Fensternischen (chandrasalas) geschmückten Tor (torana) mit doppeltem Architravbalken. Im Innern der Cella finden sich das obligatorische Buddha-Bildnis und erneut zwei Szenen, die die Göttin Tara zum Inhalt haben: Eine zeigt sie an der Seite ihres Gemahls, die andere als elegante und äußerst reizvolle Tänzerin umgeben von vier Musikantinnen und den beiden Personifikationen von „Musik“ und „Tanz“ im Hintergrund.
Höhle 9Die Höhle 9 ist stark restauriert worden, weil große Teile der Fassade weggebrochen waren. Zwei Reliefs zeigen nochmals die Göttin Tara mit ihren Begleiterinnen; wichtiger ist jedoch die unvollendete Liegefigur des ruhenden, d. h. ins endgültige und vollständige Nirwana (parinirvana) eingegangenen Buddha.